# Die rote Katze (Roman)
Der Roman Die rote Katze (im Original in Vallader Il giat cotschen, Aussprache [il ˌjat ˈkɔt͡ʃən]) ist der letzte Roman des Unterengadiner Schriftstellers Jon Semadeni. Er handelt vom alt gewordenen Advokaten und Dorfpolitiker Chispar Rubar, der von seiner kriminellen Vergangenheit eingeholt wird.

## Handlung

### Rahmenhandlung
In der Rahmenhandlung wandert der Advokat und Dorfpolitiker Chispar Rubar durch das gebirgige Hinterland eines nicht namentlich genannten Dorfes im Unterengadin. Den grössten Teil der Zeit verbringt er mit sich allein, einmal begegnet er einem Grenzwächter. Verschiedene Örtlichkeiten, an denen er vorbeikommt, erinnern ihn an frühere Begebenheiten.

### Binnenhandlung
Der junge Rechtsstudent Chispar Rubar verliebt sich in Ria, eine junge Frau aus der Nachbarschaft. Die Liebe wird jedoch von den Eltern Rubar blockiert, weil die Verbindung nicht standesgemäss sei.
Eine Generation später – Chispar Rubar ist inzwischen mit einer anderen Frau glück- und kinderlos verheiratet – wird die Tochter von Ria Hausangestellte von Chispar Rubar. Eines Abends schläft Chispar Rubar mit der jungen Frau, und sie wird schwanger.
Chispar Rubar verbreitet das Gerücht, die junge Frau sei schwanger von einem Tiroler Knecht, und sorgt mit einer List dafür, dass dieser das Tal verlässt. Damit erhält das Gerücht Plausibilität.
Doch der Vater der jungen Frau durchschaut die Vorgänge und wehrt sich. Chispar Rubar fühlt sich durch ihn in die Enge getrieben, lauert ihm im Gebirge auf und erschiesst ihn völlig betrunken. In seinem Alkoholrausch erzählt er die ganze Geschichte seinem Pächter und dessen Sohn, die er im strömenden Regen in einem Unterstand antrifft.
Wieder nüchtern, erpresst er Pächter und Sohn. Damit entgeht er der juristischen Verfolgung, so dass er aus der Amtswahl kurz danach erfolgreich hervorgeht.

## Verortung
Für den Leser ohne besondere lokalen Kenntnisse verortet sich der Roman im alpinen Raum. Romanisch klingende Toponyme und später die Erwähnung der österreichischen Grenze machen Graubünden zum wahrscheinlichen Ort des Geschehens. Namen von Dörfern, Städten oder Flüssen werden nicht gegeben.
Tatsächlich weisen die im Text erwähnten Flurnamen jedoch auf Örtlichkeiten im Gebiet der früheren Gemeinde Ramosch, heute Valsot. Mit der mehrfach erwähnten Kirche von Padval ist die kleine Kirche von Vnà gemeint. Der Mord geschieht irgendwo unterhalb des namentlich erwähnten Piz Tschütta, des Hausbergs von Ramosch.

## Genre
Der Roman ist insofern ein Kriminalroman, als ein Kriminalfall im Zentrum steht und sich dieser Kriminalfall im Verlaufe des Romans aus vielen Puzzleteilen heraus klärt.
Allerdings handelt es sich nicht um einen klassischen Whodunit-Roman, bei dem der Leser in wechselnder Allianz mit den Protagonisten bei der Aufklärung des Falls mitfiebert. Im Vordergrund stehen hier vielmehr die Betrachtung von Konflikt und Motivation aus einer psychologischen Position heraus. Es geht um individuelle und überindividuelle Vergangenheit. Die Spannung ergibt sich, anders als im Whodunit-Roman, aus der bruchstückhaften, nicht-chronologischen Präsentation der Ereignisse in Form von oft verschleiernden Transformationen und Kondensaten.

## Titel
Die Eltern von Chispar Rubar bauen ihr Engadiner Bauernhaus zu einer Gaststätte aus, als Chispar Rubar noch ein Kind ist. Im Rahmen dieses Umbaus wird beim Einreissen einer Mauer eine mumifizierte rote Katze sichtbar. Solche so genannte Bauopfer waren in früherer Zeit in der Gegend, in der der Roman spielt, üblich. Die Freilegung des Bauopfers kommt einem Tabubruch nah, und die Beteiligten verhalten sich mit ihrem Seelentrunk (palorma) ähnlich wie beim Tod eines Menschen oder beim Abschuss eines Tieres bei der Jagd.
Das Emblem der roten Katze erscheint im Roman wiederholt nicht nur als reale rote Katze bei den Umbauarbeiten, sondern auch in Trance und im Alkoholrausch. Das Emblem erscheint auch als roter Fuchs und weist schliesslich auf den Mann von Ria, der, als er von Chispar Rubar erschossen wird, "etwas Rotbraunes [auf seinem] Rücken" trägt.
Bauopfer spielen literarisch immer wieder eine Rolle. Ein Beispiel hiefür ist das Deichopfer in der Novelle Der Schimmelreiter von Theodor Storm. In Edgar Allan Poes Kurzgeschichte Der schwarze Kater wird der Kater Pluto in eine Kellerwand eingemauert.

## Hintergründe
Thema des Romans ist die seelische Vergangenheit – sowohl die individuelle als auch jene der Gesellschaft –, welche ihrem Charakter nach stets präsent bleibe und nie wirklich vergangen sei. Die Erinnerung, übrig bleibendes Gefäss der Vergangenheit, vergleicht Chispar Rubar mit einem Pergament:

„Mia memoria es üna pergiamina schmarida. I mancan pleds, i mancan lingias, i mancan fögls: Ün hom stuorn dà da la bratscha. Marionetta ridicula!“

„Meine Erinnerung ist ein verblichenes Pergament. Die Worte fehlen, die Linien fehlen, die Blätter fehlen: Ein Betrunkener, der mit den Armen rudert. Lächerliche Marionette!“

Das Titelmotiv der roten Katze, über Jahrzehnte oder Jahrhunderte im Mauerwerk verborgen, ist eine Metapher für Vergangenes, das jederzeit wieder hervorbrechen kann.
Was die Hintergründe des Romans Die rote Katze betrifft, gibt es Verbindungen zu Jon Semadenis Werk La Jürada von 1967: Auch dort geht es um die seelische Vergangenheit und die Frage, inwieweit diese wirklich zur Vergangenheit wird und inwieweit sie stets auch gegenwärtig bleibt:

„Eu craj cha per l’orma nu detta ingün passà.“

„Ich glaube, dass es für die Seele keine Vergangenheit gibt.“

Die rote Katze steht in dieser freudianischen Sichtweise für das schlechte Gewissen, welches sich letztlich nicht einmauern lässt und allen Versuchen zum Trotz irgendwann wieder ans Tageslicht tritt. Allerdings tritt die rote Katze im Roman nicht nach der Tat als Metapher für das schlechte Gewissen in Erscheinung, sondern als Vorzeichen, das dem noch unschuldigen Jungen seine Zukunft vorausbedeutet. Hinsichtlich einer differenzierten Einordnung des Kriminalromans bietet sich somit einerseits das Genre des modernen psychologischen Romans an, andererseits jedoch auch das Genre der antiken griechischen Tragödie, in der der Protagonist schicksalshaft und unweigerlich der Katastrophe entgegengeht. Diese zweite Zuordnung, die eine überindividuelle Schuld, eine Schuld des ganzen Geschlechts voraussetzt, wird an verschiedenen Stellen des Romans gestützt.
In der Forschung wird ferner eine Verbindung hergestellt zwischen der Entehrung der jungen Frau und dem Ausverkauf der Engadiner Heimat durch den konjunkturgläubigen Politiker Chispar Rubar. Jon Semadeni selber stand dem Konjunkturglauben teilweise kritisch gegenüber.

## Werkgeschichte
Das Werk erschien im Januar 1980 im Verlag Mengia Semadeni in Samedan, ein Jahr vor dem Tod von Jon Semadeni. Diese erste Publikation des Romans war einsprachig rätoromanisch (Idiom Vallader).
Wenige Tage nach Erscheinen des Buchs wurde der Stoff bei Radio Rumantsch auch als Hörspiel in zwei Folgen veröffentlicht, und zwar unter dem Namen Tarablas da la not (deutsch Nachtgeschichten). Während das Buch zum grössten Teil als Monolog und nur zum kleinen Teil als Gespräch mit einem (unbenannten) Grenzwächter gestaltet ist, erscheint die Geschichte im Hörspiel als Dialog zwischen Chispar Rubar und dem Grenzwächter namens Duri.
1998 erschien beim Limmat-Verlag in Zürich die zweisprachige Ausgabe Die rote Katze / Il giat cotschen, mit der Übersetzung von Mevina Puorger und Franz Cavigelli.

## Primärliteratur
- Jon Semadeni: Il giat cotschen. Samedan, Mengia Semadeni, 1980.
- Jon Semadeni: Die rote Katze / Il giat cotschen. Limmat-Verlag, Zürich, 1998. ISBN 978-3857913211.

## Sekundärliteratur
- Clà Riatsch: Figüras da la memoria illa prosa da Jon Semadeni. Universität Zürich, 2011.
- Ursina Guldemond-Netzer: Transposiziuns ainten l’ovra da Jon Semadeni: «Famiglia Rubar» – «Il giat cotschen» – «Tarablas da la not». Dissertation. Fribourg 2002.